# Family Man (álbum)
Family Man es un álbum lanzado por la banda de hardcore punk estadounidense Black Flag en 1984. Es el único que cuenta con un lado completo de spoken word (en español: palabras habladas), todas a cargo del vocalista Henry Rollins. La otra cara consta principalmente de canciones instrumentales. "Armageddon Man" es el único track del álbum con Rollins junto con los instrumentos.

## Lista de canciones
Todas las canciones escritas por Henry Rollins, excepto donde lo indica.

### Lado A
1. "Family Man" – 1:17
2. "Salt on a Slug" – 1:30
3. "Hollywood Diary" – 0:32
4. "Let Your Fingers Do the Walking" – 2:30
5. "Shed Reading (Rattus Norvegicus)" – 1:23
6. "No Deposit, No Return" – 0:40
7. "Armageddon Man" (Ginn/Rollins) – 9:12

### Lado B
1. "Long Lost Dog of It" (Ginn/Roessler/Stevenson) – 2:03
2. "I Won't Stick Any of You Unless and Until I Can Stick All of You!" (Ginn) – 5:48
3. "Account for What?" (Ginn) – 4:18
4. "The Pups Are Doggin' It" (Ginn/Roessler/Stevenson) – 4:13

## Personal
- Henry Rollins - voz
- Greg Ginn - guitarra
- Kira Roessler - bajo
- Bill Stevenson - batería
- Raymond Pettibon - Arte